# Les Aventuriers de l'enfer
Pour plus de détails, voir Fiche technique et Distribution.
Les Aventuriers de l'enfer (La leggenda del rubino malese) est un film italien réalisé par Antonio Margheriti, sorti en 1985.
Comme Les Aventuriers du cobra d'or sorti en 1982, ce film se situe dans la lignée de Les Aventuriers de l'arche perdue de Steven Spielberg.

## Fiche technique
Sauf indication contraire, les informations mentionnées dans cette section peuvent être confirmées par la base de données cinématographiques IMDb,  présente dans la section « Liens externes ».
- Titre italien : La leggenda del rubino malese
- Titre français : Les Aventuriers de l'enfer[1]
- Réalisateur : Antonio Margheriti
- Scénario : Giovanni Simonelli (it)
- Photographie : Guglielmo Manori
- Montage : Alberto Moriani (it)
- Musique : Cal Taormina (it)
- Décors : Walter Patriarca (it)
- Costumes : Ugo Pericoli
- Trucages : Franco Di Girolamo
- Effets spéciaux : Dino Galiano, Silvano Scasseddu
- Producteur : Luciano Appignani
- Société de production : Immagine S.r.l.
- Pays de production :  Italie
- Langue de tournage : italien
- Format : Couleur Technicolor - 1,85:1 - Son mono - 35 mm
- Durée : 97 minutes (1h37)
- Genre : Aventure
- Dates de sortie :
  - Italie : 16 août 1985 (Milan)
  - France : 16 novembre 1988

## Distribution
- Christopher Connelly : Capitaine Yankee
- Lee Van Cleef : Warren
- Marina Costa : Maria Janez
- Luciano Pigozzi : Gin Fizz
- Dario Pontonutti
- Mike Monty : Professeur Lansky
- Rene Abadeza : Alain
- Cirillo Vitali :
- Francesco Arcuri :
- Protacio Dee : Tiger
- Edoardo Margheriti : un mercenaire